# Altiani
Altiani ist eine französische Gemeinde mit 54 Einwohnern (Stand: 1. Januar 2022) im Département Haute-Corse auf der Insel Korsika und gehört zum Arrondissement Corte und zum Kanton Ghisonaccia. Die Bewohner nennen sich Altianais oder Altianinchi.

## Geographie
Das Dorf liegt auf 618 m. ü. M. im Korsischen Gebirge. Die Gemeindegemarkung und das umliegende Gebiet sind größtenteils bewaldet. Der tiefste Punkt liegt im Tal des Tavignano auf 159 m. ü. M. Dort verläuft die Route nationale 200. Die Départementsstraße D314 verbindet die Schnellstraße mit dem Dorfkern, einer Streusiedlung und der D14.

## Bevölkerungsentwicklung
| Jahr                       | 1962 | 1968 | 1975 | 1982 | 1990 | 1999 | 2006 | 2016 |
| Einwohner                  | 148  | 126  | 126  | 100  | 90   | 95   | 94   | 47   |
| Quellen: Cassini und INSEE |      |      |      |      |      |      |      |      |

## Sehenswürdigkeiten
- Genueserbrücke über den Tavignano

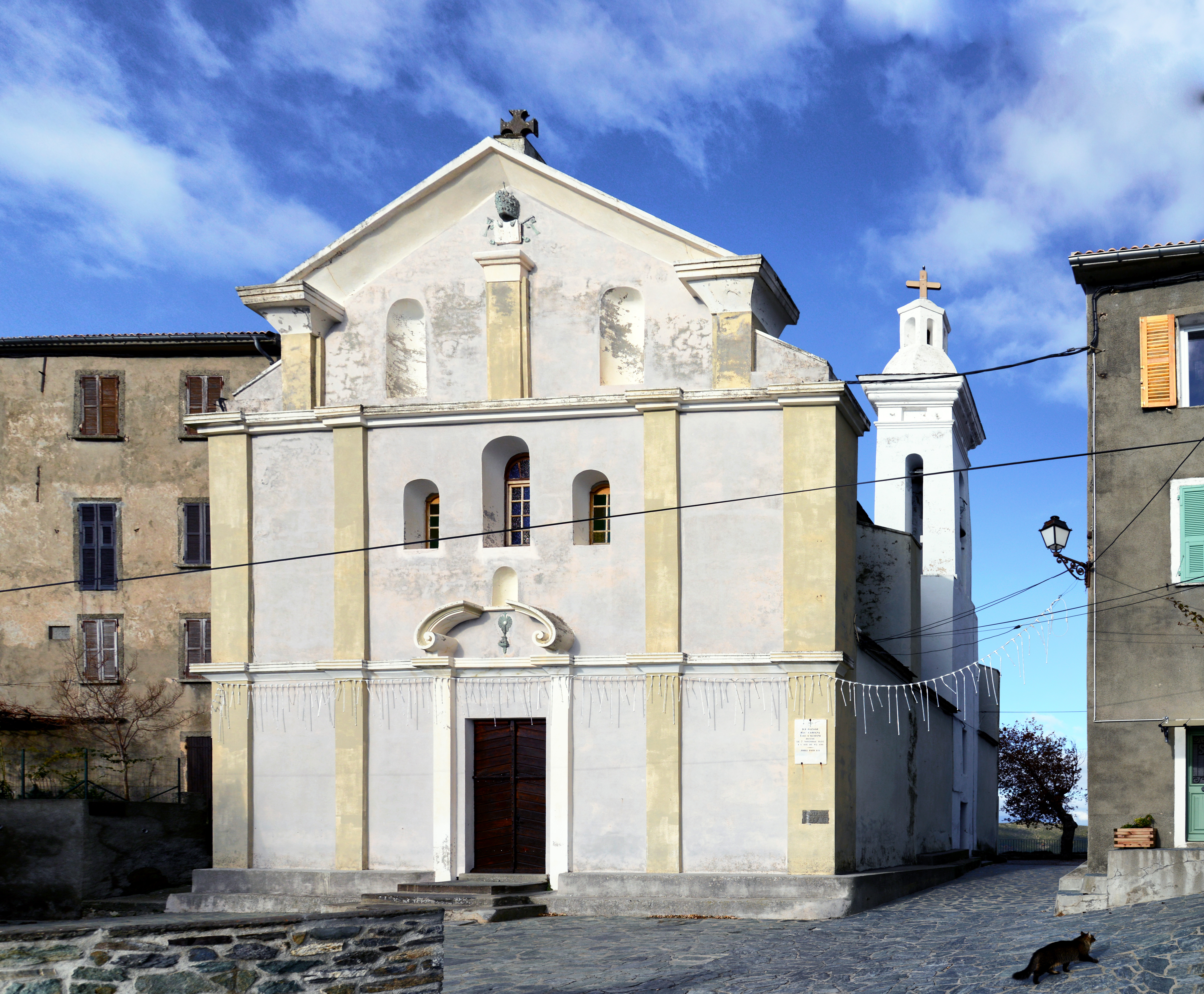
Kirche Sainte-Marie
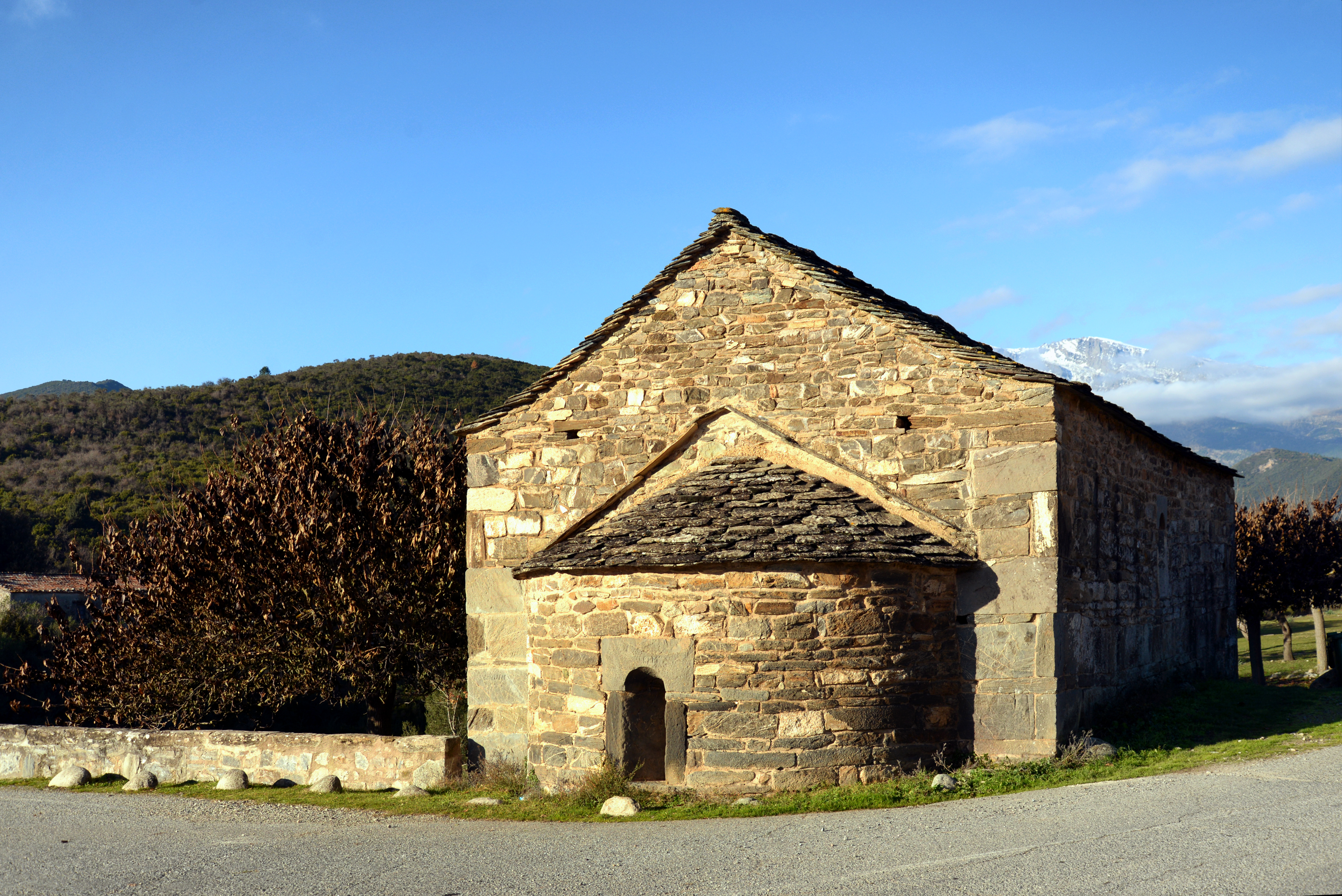
Kapelle San Giovanni (Saint-Jean-Baptiste)
- Kriegerdenkmal

- Kirche Sainte-Marie
- Kapelle Saint-Jean-Baptiste